# Borassus
Borassus L., 1753 è un genere di palme native delle regioni tropicali di Africa, Asia e Nuova Guinea.

## Descrizione
Sono palme alte fino a 30 m. Hanno foglie lunghe da 2 a 3 m, a ventaglio, fiori piccoli raccolti in densi grappoli, e frutti grandi, marroni, approssimativamente sferici.

## Tassonomia
Il genere comprende cinque specie:
- Borassus aethiopium Mart. (Africa tropicale)
- Borassus akeassii Bayton, Ouédr. & Guinko (Africa occidentale)
- Borassus flabellifer L. (specie tipo) (Asia meridionale e sudorientale)
- Borassus heineanus Becc. (Nuova Guinea)
- Borassus madagascariensis (Jum. & H.Perrier) Bojer ex Jum. & H.Perrier (Madagascar)

## Usi
Le palme del genere Borassus sono utilizzate per molti differenti scopi. Le foglie possono essere usate per costruire oggetti di diverso genere, come cestini, cappelli, ombrelli, o per produrre materiale cartaceo simile al papiro. I rami possono essere utilizzati per realizzare cordame; il legno è duro, pesante, resistente e adatto all'uso edilizio. Sono numerosi anche gli usi alimentari; le piante più giovani sono commestibili, bollite o arrostite e pestate; i frutti e i semi si possono mangiare crudi o cotti. Si possono ricavare da queste palme anche diversi tipi di vino di palma e bevande derivate.